# Escola d'Ulm
L'Escola d'Ulm, originalment i en alemany Hochschule für Gestaltung, HfG, va ser una escola universitària de disseny establerta a Ulm, Alemanya, fundada el 1953 sota la direcció de l'escultor i arquitecte Max Bill, el dissenyador i escultor
Otl Aicher i l'activista política i cultural Inge Aicher–Scholl. Fou una de les institucions d'ensenyament del disseny més progressistes durant els anys 50 i 60.
En els seus inicis va optar per una lògica continuista dels plantejaments de les Escoles Bauhaus de Weimar, Dessau i Berlín. 4 anys després de la seva creació, un grup de professors, encapçalats per Tomás Maldonado, van renegar dels plantejaments de la Bauaus.
Durant el seu funcionament van ser investigats i posats en pràctica nous enfocaments en el camp del disseny, dins dels departaments de comunicació visual, disseny industrial, construcció, informàtica, i més tard de cinematografia, que van fer que el centre guanyés ràpidament força reconeixement a nivell internacional.
L'escola d'Ulm es va anar modelant amb el temps per mitjà de la innovació i el canvi, d'acord amb la pròpia imatge de si mateixa com una institució educativa experimental, i va acabar imposant una metodologia estricta basada en el desenvolupament de projectes, mitjançant l'anàlisi objectiu mateix del disseny i el treball interdisciplinari. L'escola destaca per centrar-se més en els sistemes d'objectes que en el mateix disseny d'objectes.
Aquest plantejament va donar lloc a innombrables modificacions en el contingut, l'organització de les classes i als continus conflictes interns, fet que va influir en la decisió final del tancament de la HfG el 1968.

## Història

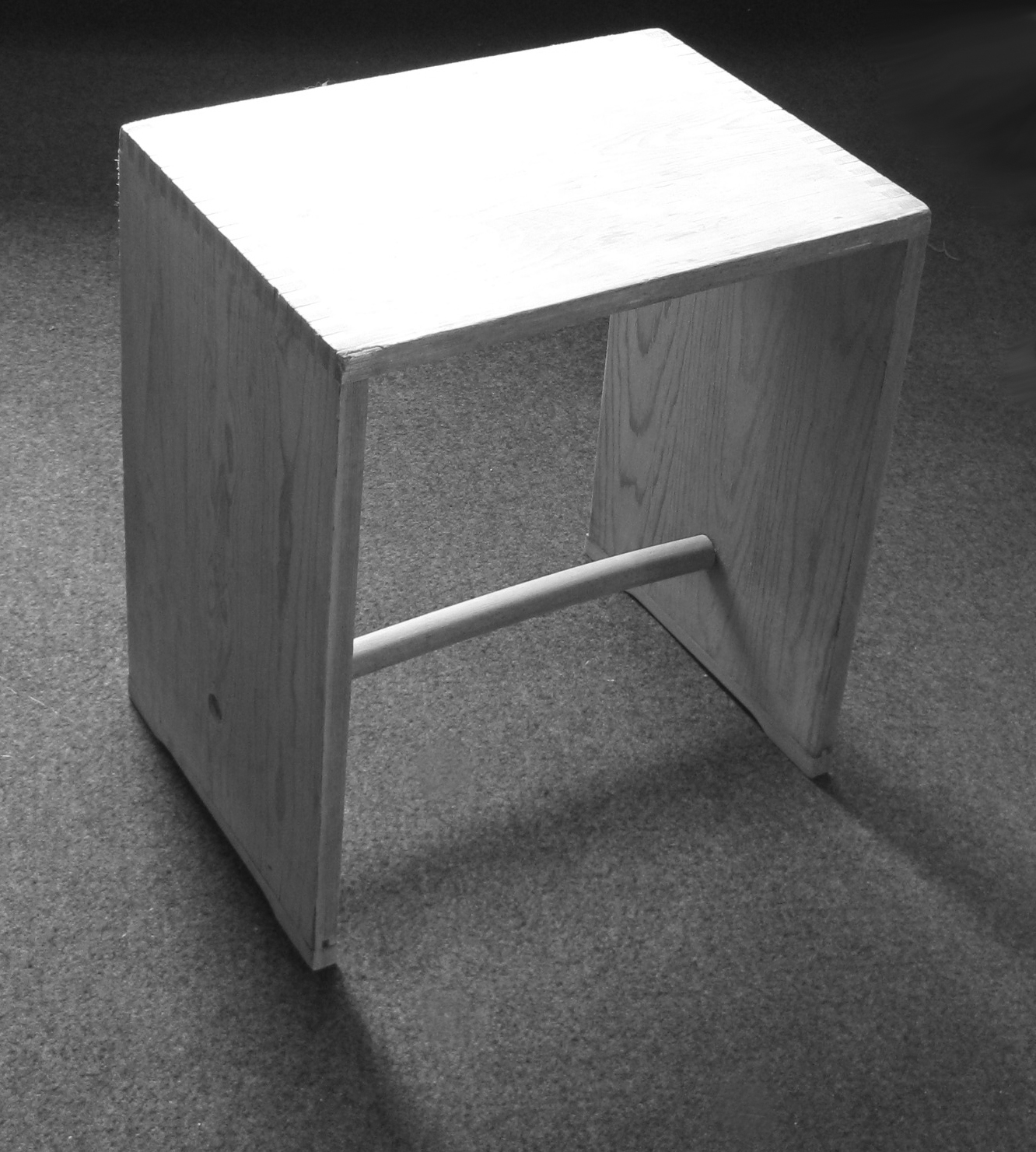
Banqueta dissenyada per Max Bill. Aquest versàtil mobiliari de disseny funcional va ser usat per a múltiples propòsits als tallers de la HfG d'Ulm.

### Context històric i polític
Els orígens de la HfG es remunten a una iniciativa de la Fundació Germans Scholl, creada el 1950 per Inge i Grete Scholl en memòria dels seus germans Hans i Sophie Scholl, membres del grup de resistència Rosa Blanca, executats el 1943 pel règim nazi. En aquell període entre 1945 i 1952, els anys de postguerra a l'Alemanya Occidental van estar caracteritzats per forts plans de reestructuració i finançament, com el Pla Marshall, entre d'altres.
El 1946 Inge Scholl, juntament amb Otl Aicher i un grup de joves intel·lectuals, va plantejar crear una institució d'ensenyament i investigació que vinculés l'activitat creativa amb la vida quotidiana i que tingués com a objectiu col·laborar en la reconstrucció cultural d'una societat moralment destruïda pel nazisme i la Segona Guerra Mundial.
El projecte es va finançar gràcies a l'aportació d'un milió de Marcs per part de John McCloy, que Scholl va aconseguir per a la fundació mitjançant els contactes que posseïa amb Max Bill, Walter Gropius i els Estats Units. A més, va rebre tant el suport financer del Govern Federal, com del govern local, així com contribucions privades i de la indústria.
L'1 d'abril de 1953 es va fundar l'Escola d'Ulm amb Max Bill, ex alumne de la Bauhaus, com a primer rector, i un cos docent integrat per Hans Gugelot, Otl Aicher, Tomás Maldonado, Friedrich Vordemberge-Gildewart i Walter Zeischegg. Entre els professors també es trobaven Walter Peterhans, Johannes Itten, i Helene Nonno-Schmidt. El 3 d'agost del mateix any van començar les classes, que durant els primers mesos de funcionament van tenir lloc en un edifici de l'Escola Secundària Pública d'Ulm, mentre es construïa un edifici propi dissenyat per Max Bill.
La nova seu es va inaugurar el 2 d'octubre de 1955. L'edifici de la HfG va ser un dels primers d'Alemanya a ser construït en formigó amb estructura reforçada. Disponia amb tallers espaiosos, dormitoris per a estudiants i una cafeteria. Els interiors i el mobiliari eren flexibles per facilitar les diverses activitats que es duien a terme a la universitat. Actualment, les instal·lacions segueixen sent part de la facultat de Medicina de la Universitat d'Ulm.
L'ensenyament estava basat en un pla d'estudis de quatre anys. El primer any estava dedicat al curs bàsic i després es triava una especialitat entre disseny de producte, comunicació visual, construcció i informació. El 1962 es va crear una especialitat pròpia per a la cinematografia i es va suprimir la d'informació.

### Conflictes interns

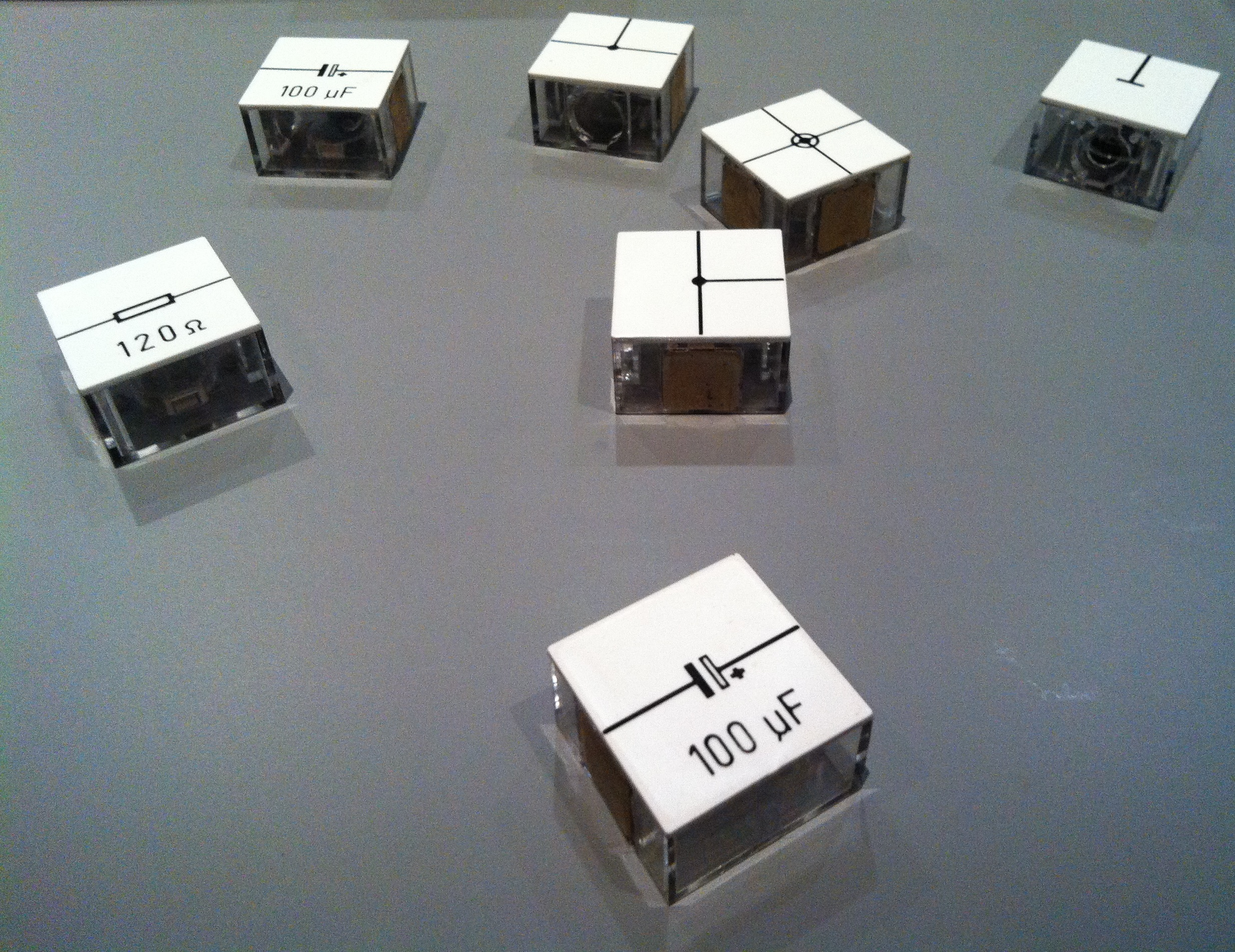
Joc d'electrònica ideat per Dieter Rams i Jürgen Greubel, a l'exposició del DHUB.

El 1955 Max Bill va renunciar al seu càrrec com a rector, arran dels canvis en el desenvolupament del cos acadèmic i de divergències en la concepció didàctica de l'escola. Finalment va abandonar l'escola el 1957, i Tomás Maldonado va ocupar el seu lloc. Max Bill va afavorir un ensenyament basat en la continuació del model expressionista de la Bauhaus, basat en el model Arts and Crafts, on l'artista-dissenyador prenia un paper important en el desenvolupament del producte, com a donant de forma. Altres docents, sobretot els de cursos teòrics, buscaven fer èmfasi en la tecnologia dels materials, en la teoria i els mètodes de producció.
Maldonado considerava el disseny com un procés sistematitzable de manera científica i no intuïtiva. Considerava que el disseny no és un art i el dissenyador no és necessàriament un artista, pel que les consideracions estètiques ja no eren la base conceptual del disseny. El professional dissenyador esdevenia llavors un coordinador, amb la responsabilitat de coordinar amb un d'altres especialistes, els requeriments més variats de fabricació i de l'ús de productes. Sota la conducció de Maldonado, l'escola va abandonar les directrius de Max Bill i va proposar una nova filosofia de l'educació, partint dels fonaments d'un operacionalisme científic.
En aquest nou període es van crear els grups de desenvolupament que es van idear específicament per crear vincles amb la indústria. Molts dels dissenys resultants van entrar en producció immediatament. Entre els més reeixits cal destacar els equips d'àudio per a l'empresa Braun, la identitat corporativa de la companyia aèria alemanya Lufthansa occidental, i els trens elevats del ferrocarril d'Hamburg. Aquestes comissions industrials van portar una riquesa d'experiència en l'ensenyament i van influir decisivament en el desenvolupament de l'escola i la seva reputació.

### Evolució

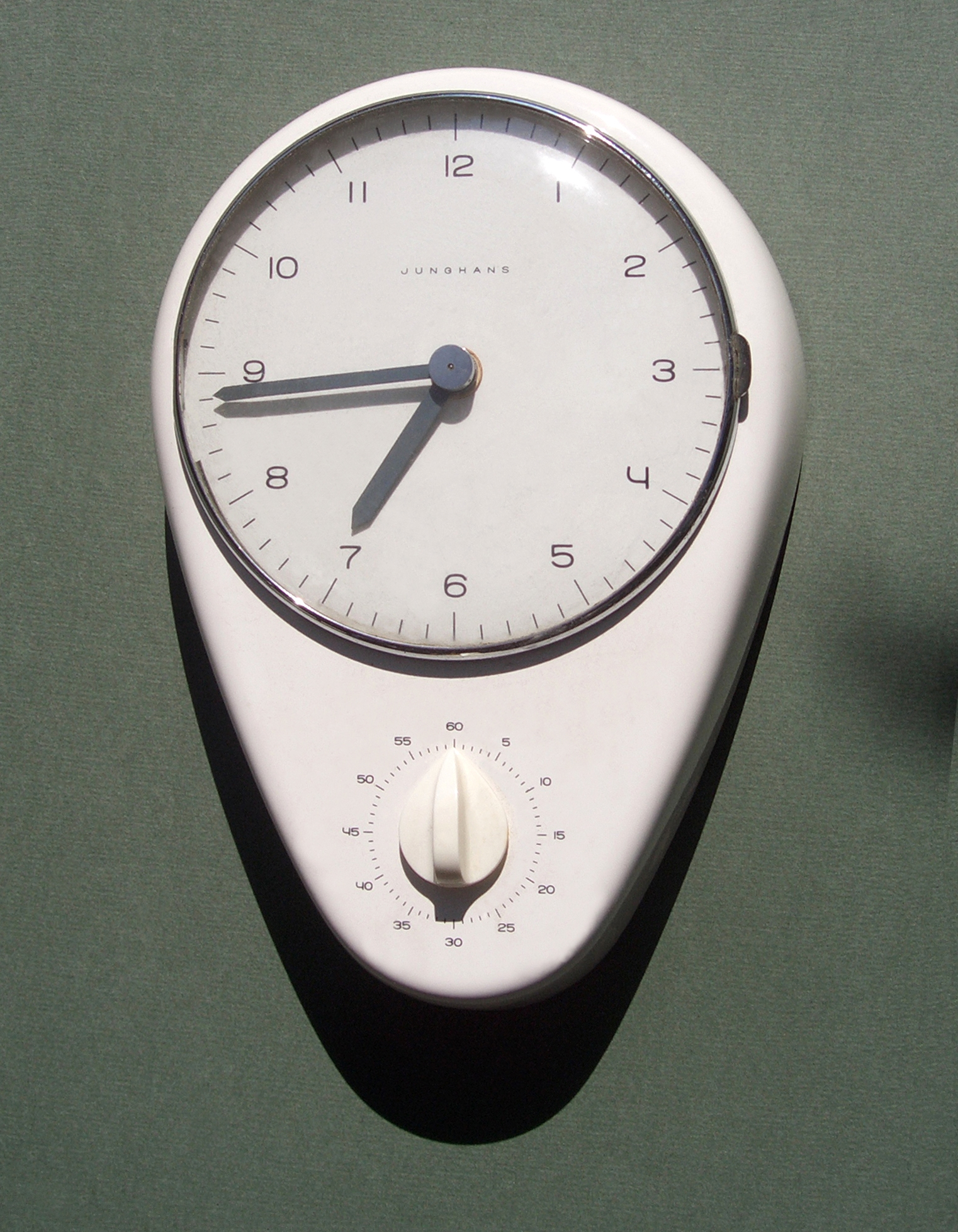
Rellotge dissenyat per Max Bill durant el seu pas per la HfG.

Cinc anys després de la seva inauguració, durant la tardor de 1958 es va celebrar una gran exposició a la HfG, que va servir per presentar l'escola al públic en general, mostrant tant els resultats del treball als tallers com el treball dels professors. Aquest mateix any també va sortir el primer número de la revista ULM de la HfG, que va ser publicada en alemany i anglès, fins al seu tancament.
Durant la dècada de 1960 l'ensenyament acadèmic va continuar evolucionant Docents com el matemàtic Horst Rittel, el sociòleg Hanno Kesting, i el dissenyador industrial Bruce Archer es van manifestar a favor d'una metodologia basada estrictament en les operacions matemàtiques i estudis analítics, per exemple, sobre l'ergonomia o l'anàlisi de negoci. Aquest canvi de direcció va produir conflictes interns. Otl Aicher, Hans Gugelot, Walter Zeischegg i Tomás Maldonado es van resistir a aquesta evolució i van al·legar en canvi que el disseny havia de ser alguna cosa més que un «mètode d'anàlisi». Es va arribar a un acord i es van introduir canvis en la constitució i la reintroducció d'un sol rector en substitució de la junta de governants que dirigia la HfG des de la sortida de Max Bill.
La conseqüència d'aquest debat intern va ser una gran exposició itinerant, que es va mostrar inicialment a Ulm i Stuttgart el 1963, més tard a la Neue Sammlung de Múnic i el Stedelijk Museum d'Amsterdam. L'exposició va presentar els treballs que s'havien creat a les classes de la HfG.

### Tancament de la HfG
Les disputes internes sobre la direcció dels plans d'estudis, van donar lloc a una operació de premsa el 1963 per atacar contra l'Escola d'Ulm. El parlament de Baden-Württemberg va debatre reiteradament si l'escola mereixia les subvencions que rebia, ja que els problemes interns eren cada vegada més freqüents. Després de l'afiliació de la HfG a l'escola d'enginyeria, les subvencions federals van ser finalment suprimides i la situació financera de l'escola es va tornar insostenible.
En cessar les subvencions, la Fundació Germans Scholl va començar a endeutar-se. Durant 1968 alguns professors van ser acomiadats a causa de la difícil situació financera i el nombre de classes es va veure reduït. El novembre de 1968, el parlament regional va votar a favor per retirar tot el finançament i, en conseqüència, l'escola va haver de tancar les portes enmig de protestes a finals del mateix any.

## Pla d'estudis

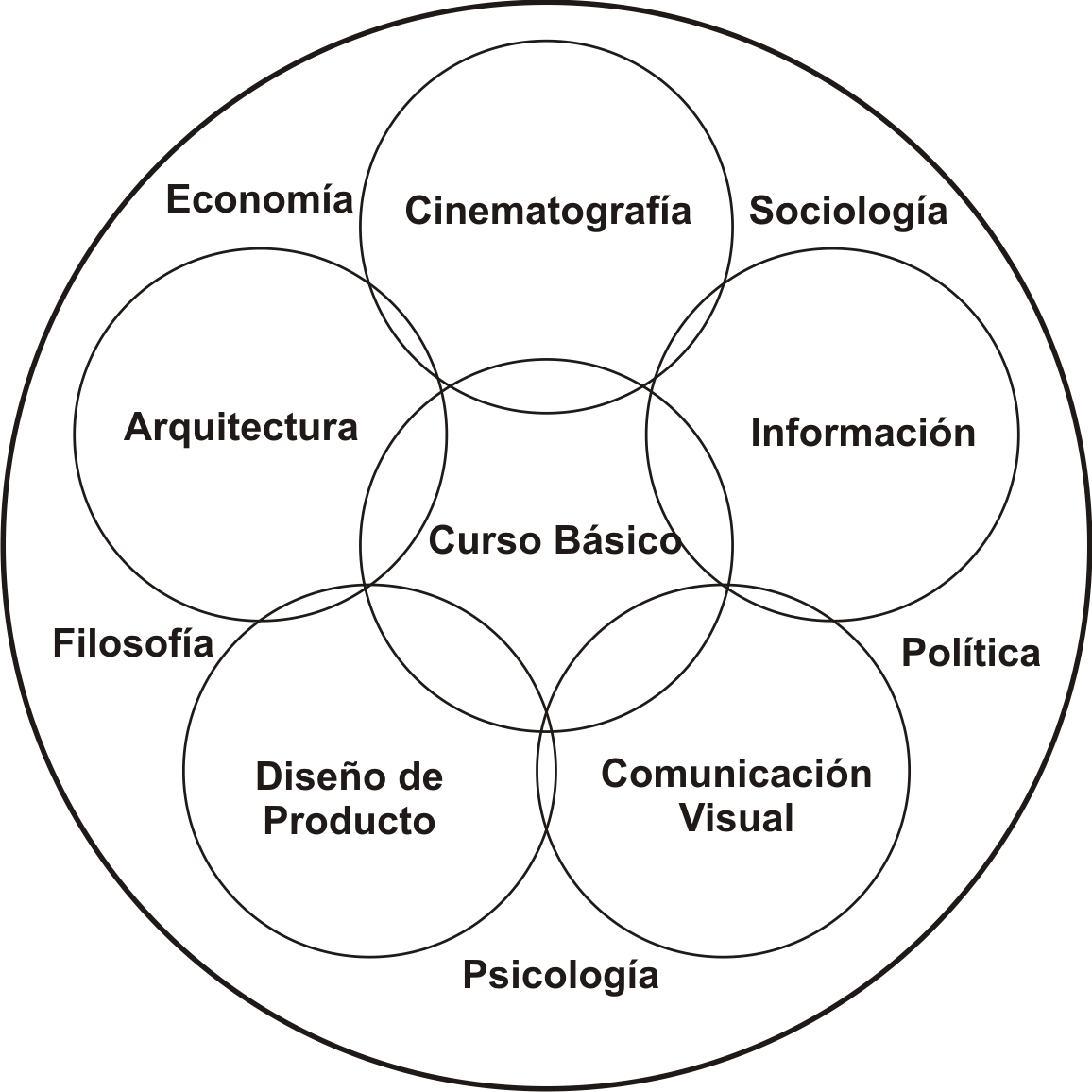
Esquema pedagògic de l'Escola d'Ulm. Es va caracteritzar per formular un esquema d'ensenyament basat en l'art i la ciència.

El pla d'estudis durava 4 anys. El primer any estava dedicat a un curs bàsic (Vorkurs) concebut per compensar el dèficit de l'ensenyament primari i secundari pel que fa al disseny de projectes i la creativitat. Els 2 anys següents es destinaven a l'especialització electiva: Disseny industrial (Primer anomenat Produktform i més tard Produktgestaltung), Industrialització constructiva (anomenat inicialment Architektur), Comunicació visual i Informació. Anys més tard es va afegir l'especialització de Cinematografia.
L'últim any estava destinat a la creació de la tesi de grau. El pla estava subjecte a les investigacions que es feien pel que fa a les noves aproximacions al disseny i que després eren posades en pràctica en cada departament o especialitat. El pla contenia matèries de caràcter científic: Anàlisi matemàtica, anàlisi vectorial, anàlisi de matrius, programació lineal, topologia, cibernètica, teoria dels algorismes, antropologia, psicologia experimental, etc.

### Curs bàsic
Els estudiants de totes les carreres compartien un mateix curs bàsic, que durava un any. Aquest curs era obligatori abans de passar a una de les quatre especialitats que oferia la institució. Els continguts del curs eren els següents:
- Metodologia visual: consistia en experiments en dues i tres dimensions basant-se en les percepcions i ensenyaments de la simetria i la topologia.
- Tallers: de fusta, metall, plàstic, fotografia, etc.
- Presentació: dibuix constructiu, escriptura, llenguatge, dibuix a mà alçada, etc.
- Metodologia: introducció a la lògica, les matemàtiques, combinatòries i topologia.

### Departament de Disseny de Producte
El departament de disseny de producte va ser un dels més exitosos i un dels responsables que es modifiqués radicalment la visió del disseny industrial. El desenvolupament de nous mètodes productius durant la segona postguerra va fer que la problemàtica del dissenyador deixés d'enfocar-se en el punt de vista artístic de la professió. Per tant, l'ensenyament va posar més èmfasi en les disciplines científiques i tecnològiques, més d'acord amb l'època, per operar sobre els processos de la producció industrial que determinen la qualitat final del producte.
- Instrucció en la manufactura: Disseny de producte, organització operativa, procediments de processos, càlculs.
- Tecnologies: Metalls ferrosos, no ferrosos, fusta, plàstics i tecnologies de conformació.
- Tècniques constructives.
- Anàlisi matemàtica d'operacions: Teoria de grups, estadística, estandardització.
- Teories científiques.
- Ergonomia: Sistemes home-màquina.
- Mecànica: Cinemàtica, dinàmica, estàtica.
- Drets d'autor i miscel·lània.

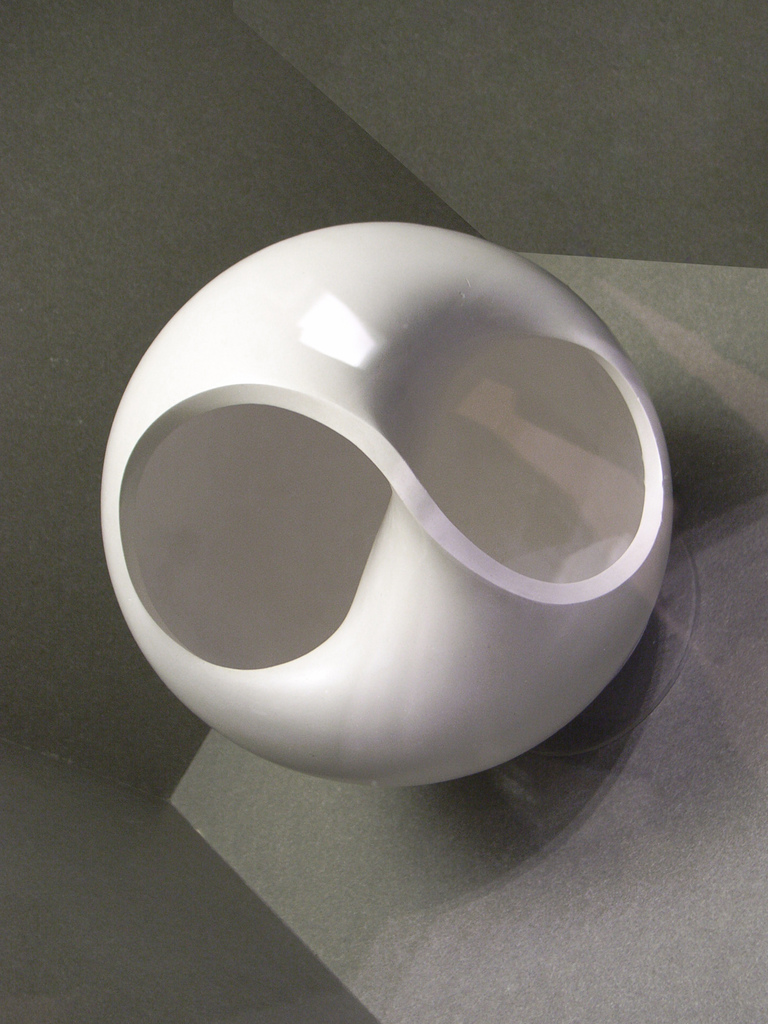
Taller de Maldonado: Estudi de la forma contínua
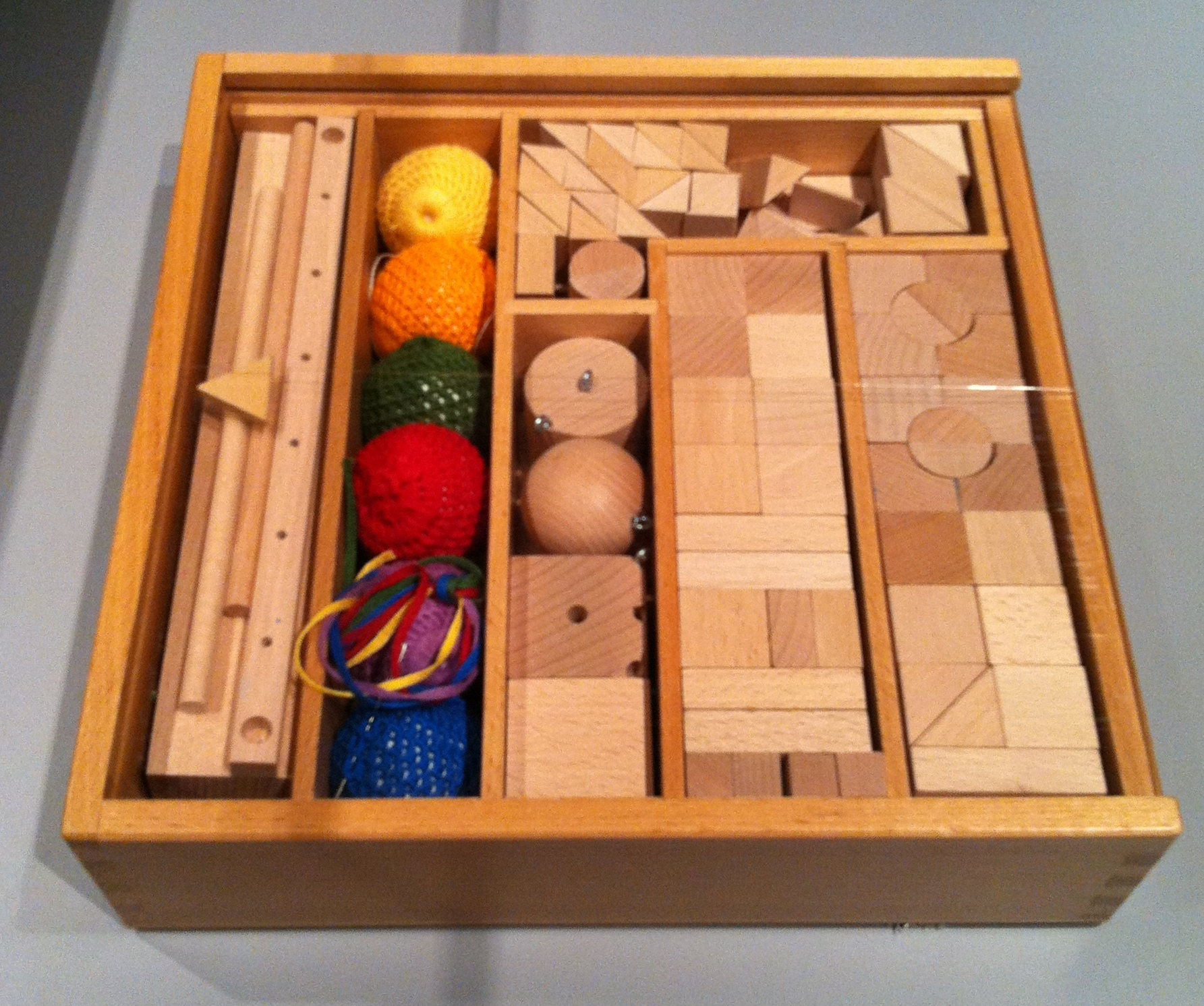
Friedrich Fröbel, Construction kit
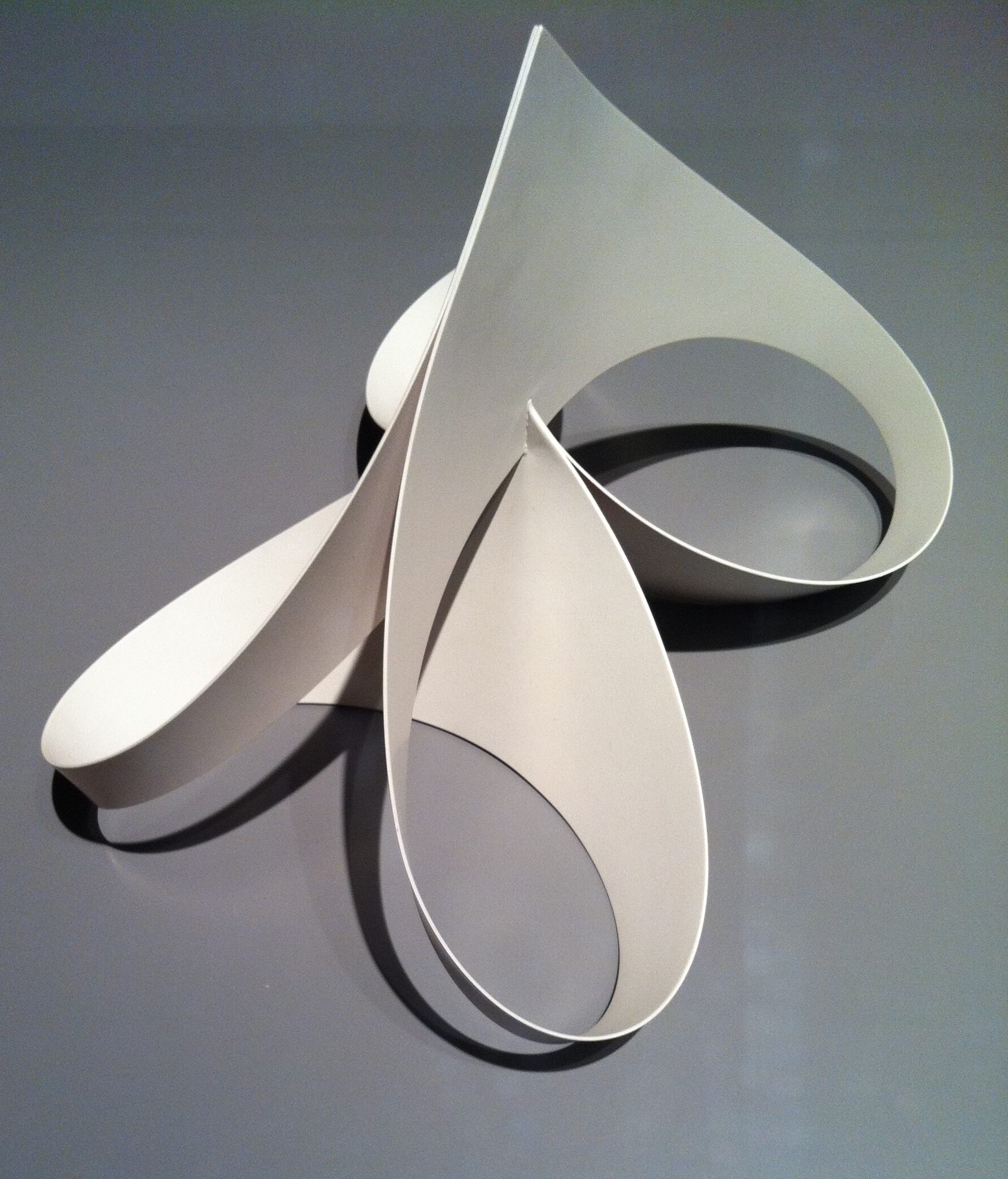
Marties Matthies, Superfície no orientable
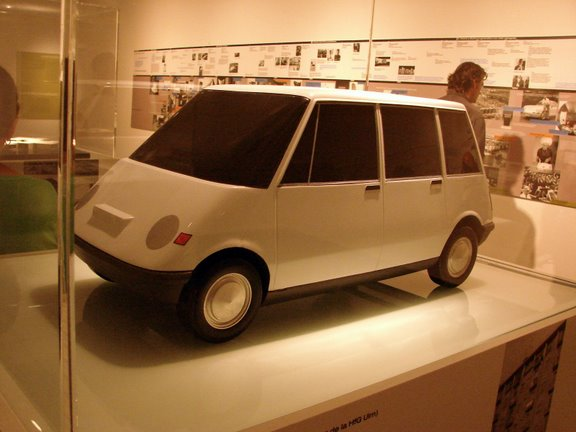
Conrad, Manzù i Busch: Disseny de carrosseria
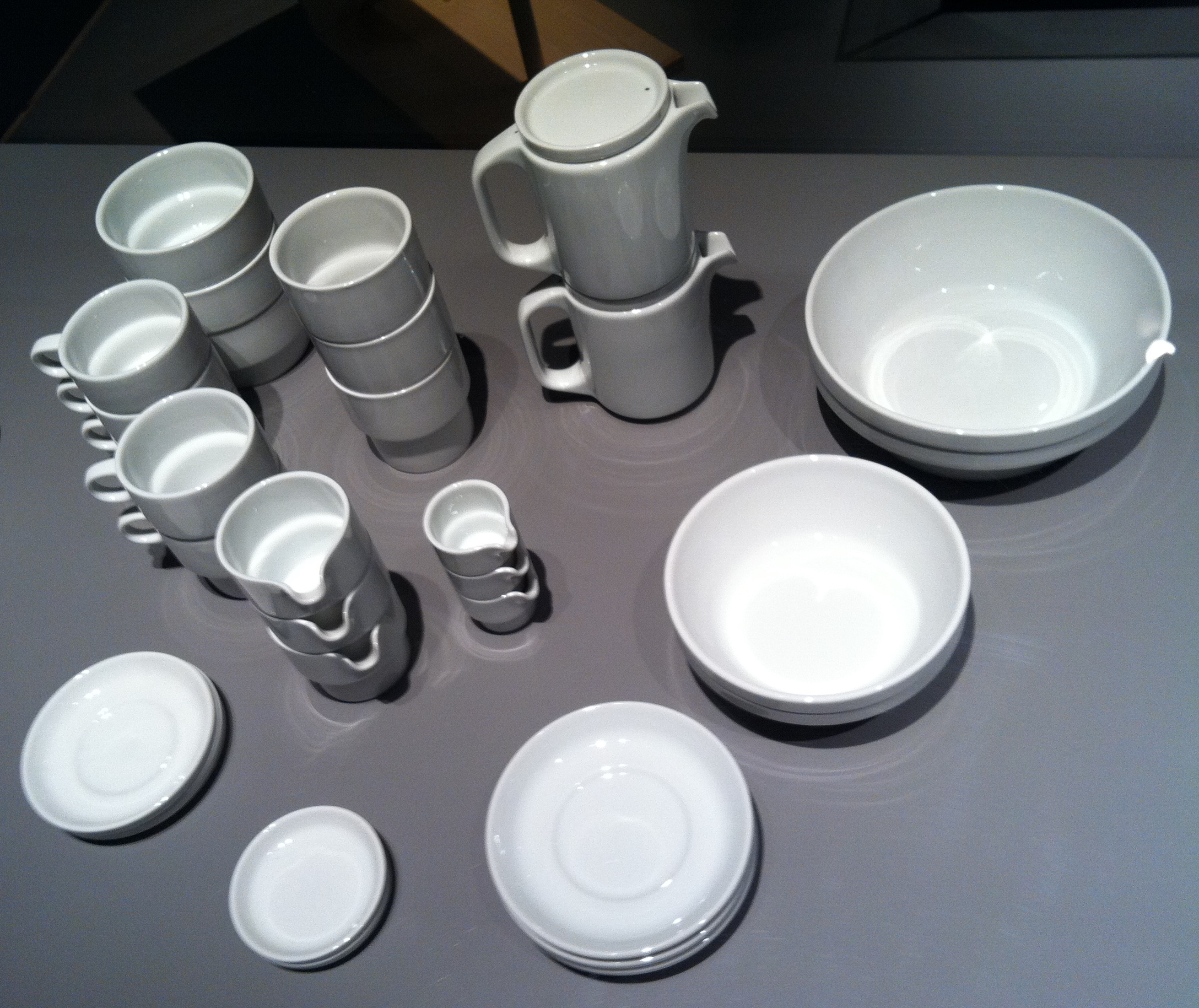
Roericht: Vaixella apilable dissenyada per a hotels
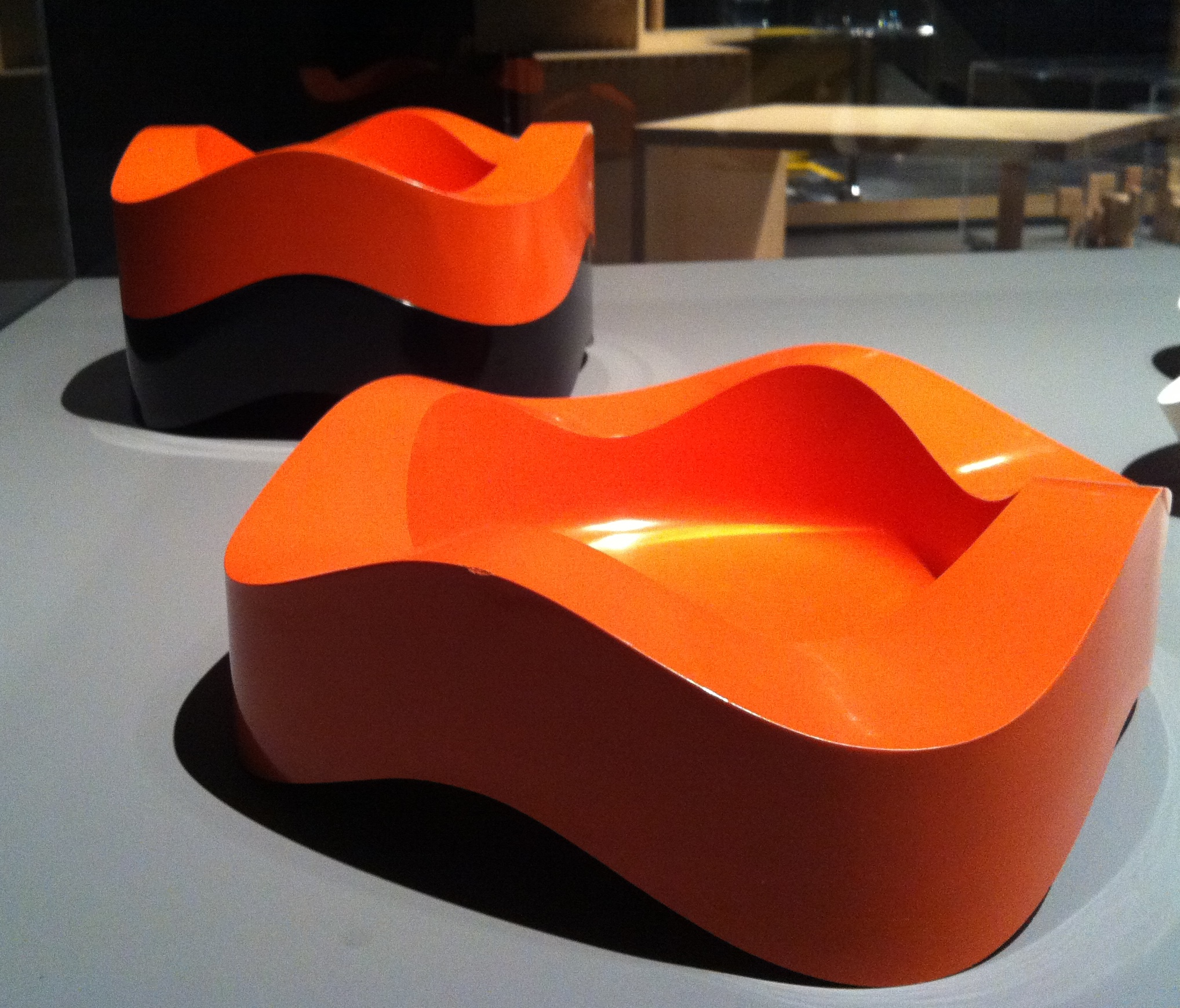
Walter Zeischegg, Cendrer apilabrle per a Helit

### Departament de Comunicació Visual
Inicialment es denominava Disseny Visual, però ràpidament va quedar clar que el seu objectiu era resoldre problemes de disseny en l'àrea de comunicació de masses, de manera que l'any acadèmic 1956-1956 el nom va canviar pel de Departament de Comunicació Visual.
En el programa d'estudis estaven el desenvolupament i l'aplicació d'informes visuals, sistemes de notícies i la seva transmissió. Es va reclamar al camp de la planificació i l'anàlisi dels mitjans moderns de comunicació, amb clara distinció de les arts il·lustratives. Aquest departament va treballar estretament amb el Departament d'Informació. Encara que la HfG es va distanciar d'una possible afiliació amb la publicitat, allà eren entrenats els publicistes per treballar en els mitjans de comunicació de masses, com premsa, ràdio, televisió o cinema.
L'Escola d'Ulm va treballar primordialment l'àrea de la comunicació no persuasiva, en camps com els sistemes de signes de trànsit, plans per a aparells tècnics, o la traducció visual d'un contingut científic.

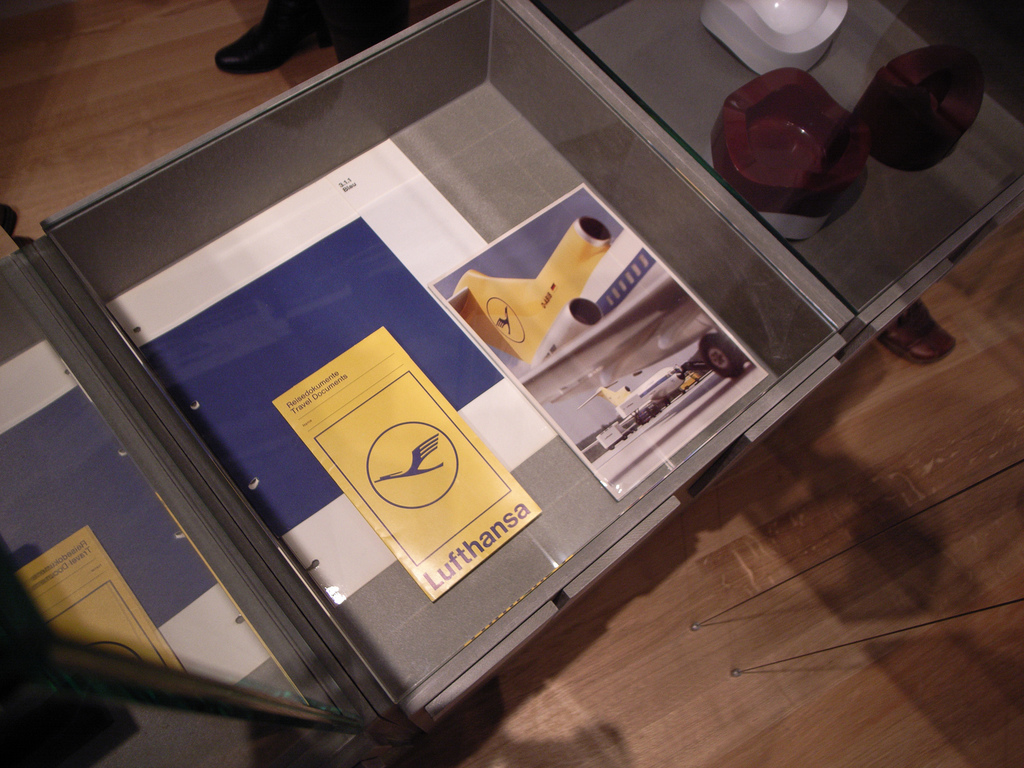
Disseny de la identitat corporativa per Lufthansa
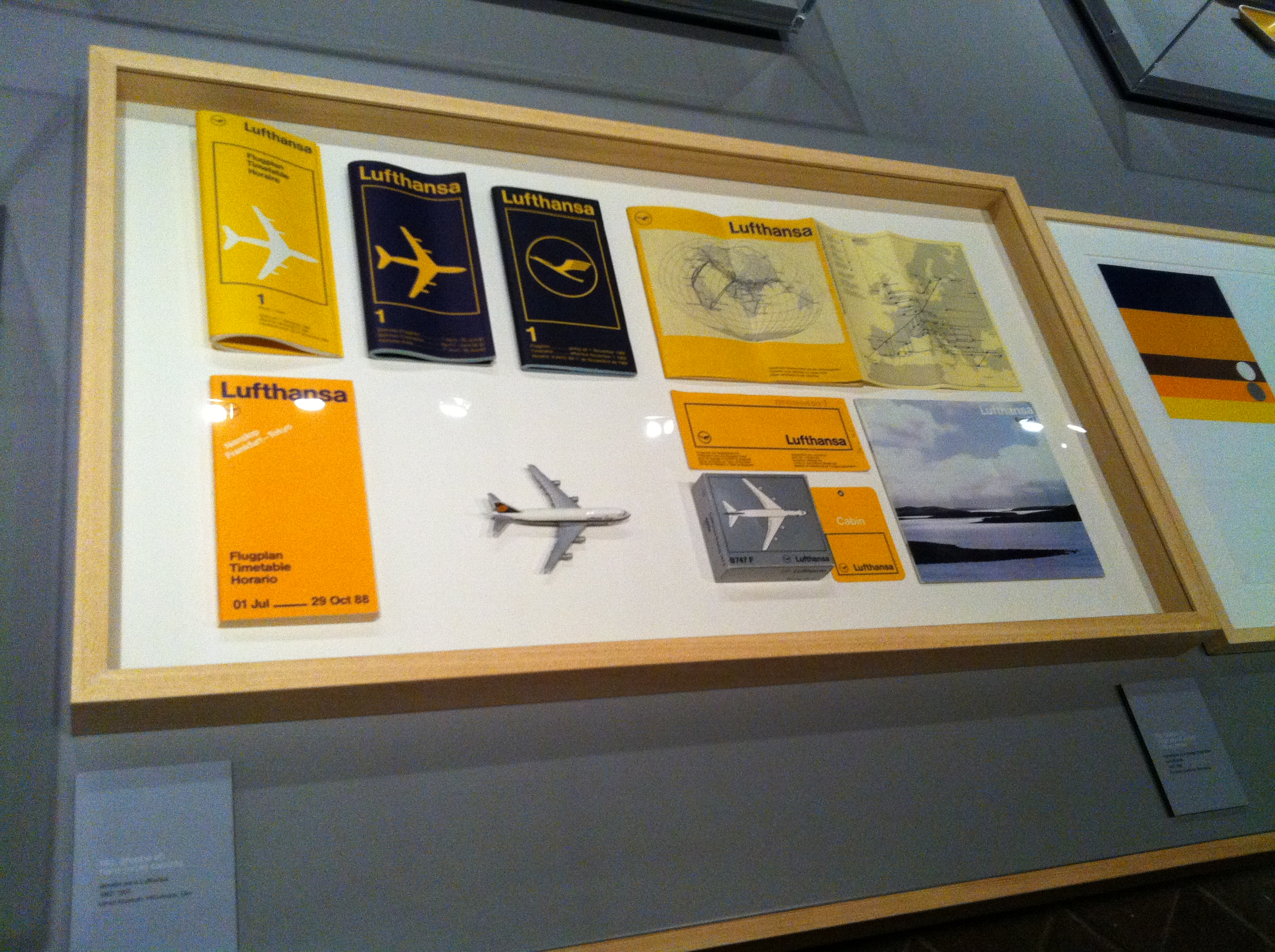
Identitat corporativa de Lufthansa
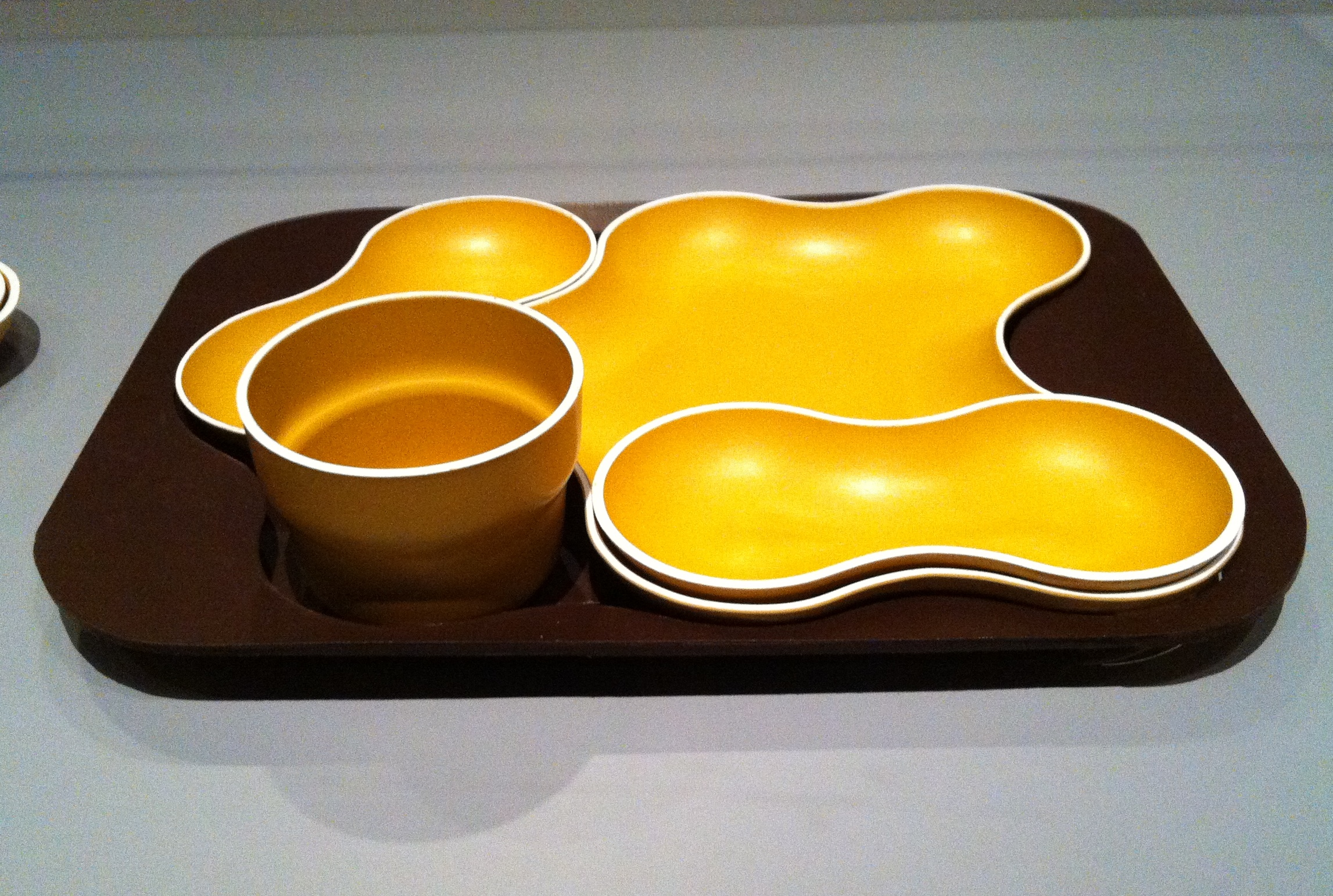
Safates pels vols de Lufthansa
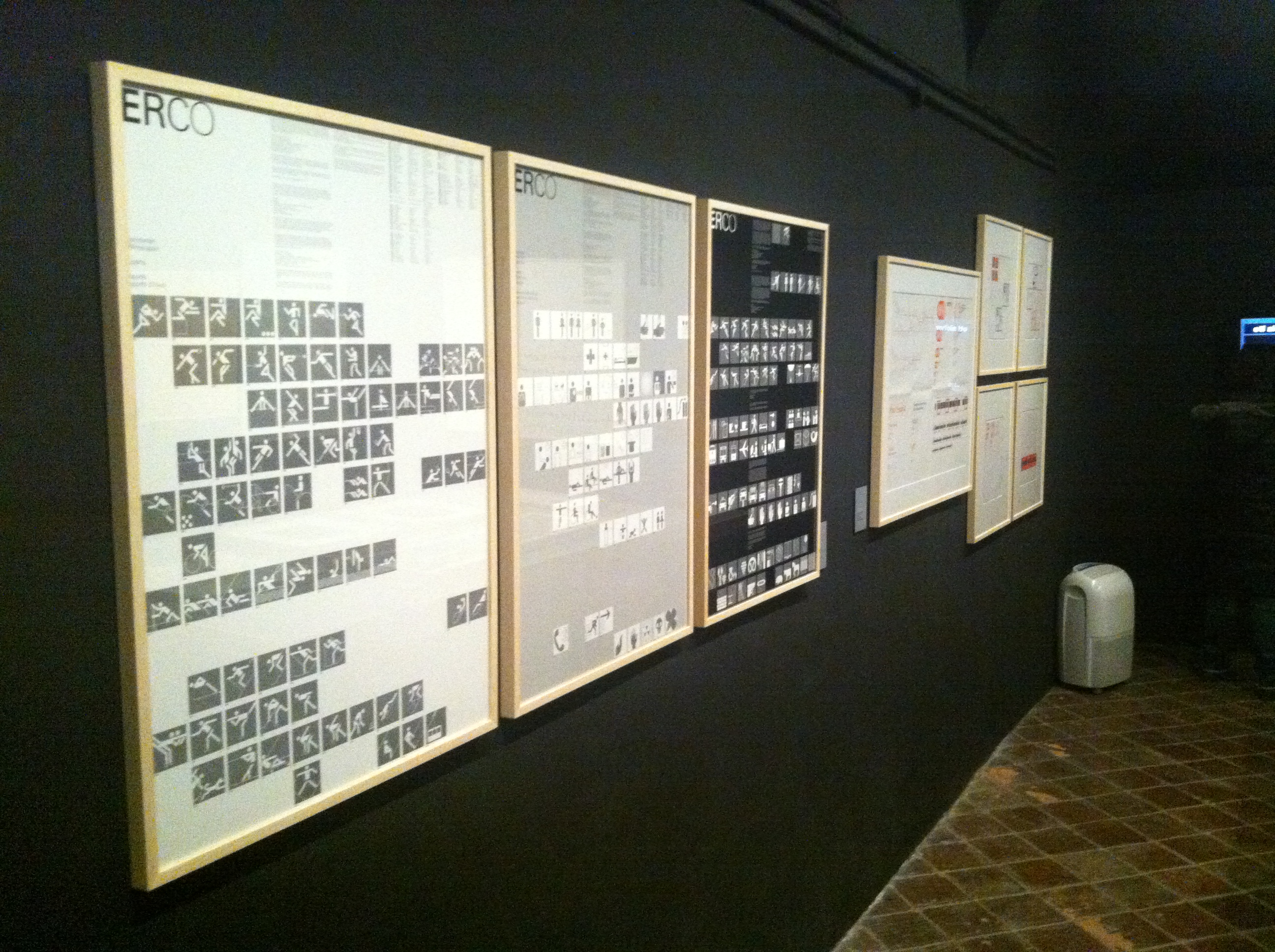
Senyalètica per ERCO

### Sistemes de Construcció Industrial
El 1851 Joseph Paxton va projectar el Crystal Palace, aconseguint dur a terme el primer sistema constructiu fet a gran escala. Paxton va idear un sistema que girava al voltant d'una peça clau, que servir a l'hora tant de biga com de canal. L'altre component destacat del seu disseny eren els pilars, que servien com a baixants d'aigüa. L'escola Ulm va aplicar aquests principis en diversos projectes, on s'entenia que la prefabricació era un mètode, i feia l'arquitectura més accessible a la societat, independentment del seu nivell de renda. Un altre exemple fou la creació d'un connector universal de jardineria per a l'empresa Gardena. Van agafar com a referent els principis de l'arquitectura metabolista de Kisho Kurokawa.

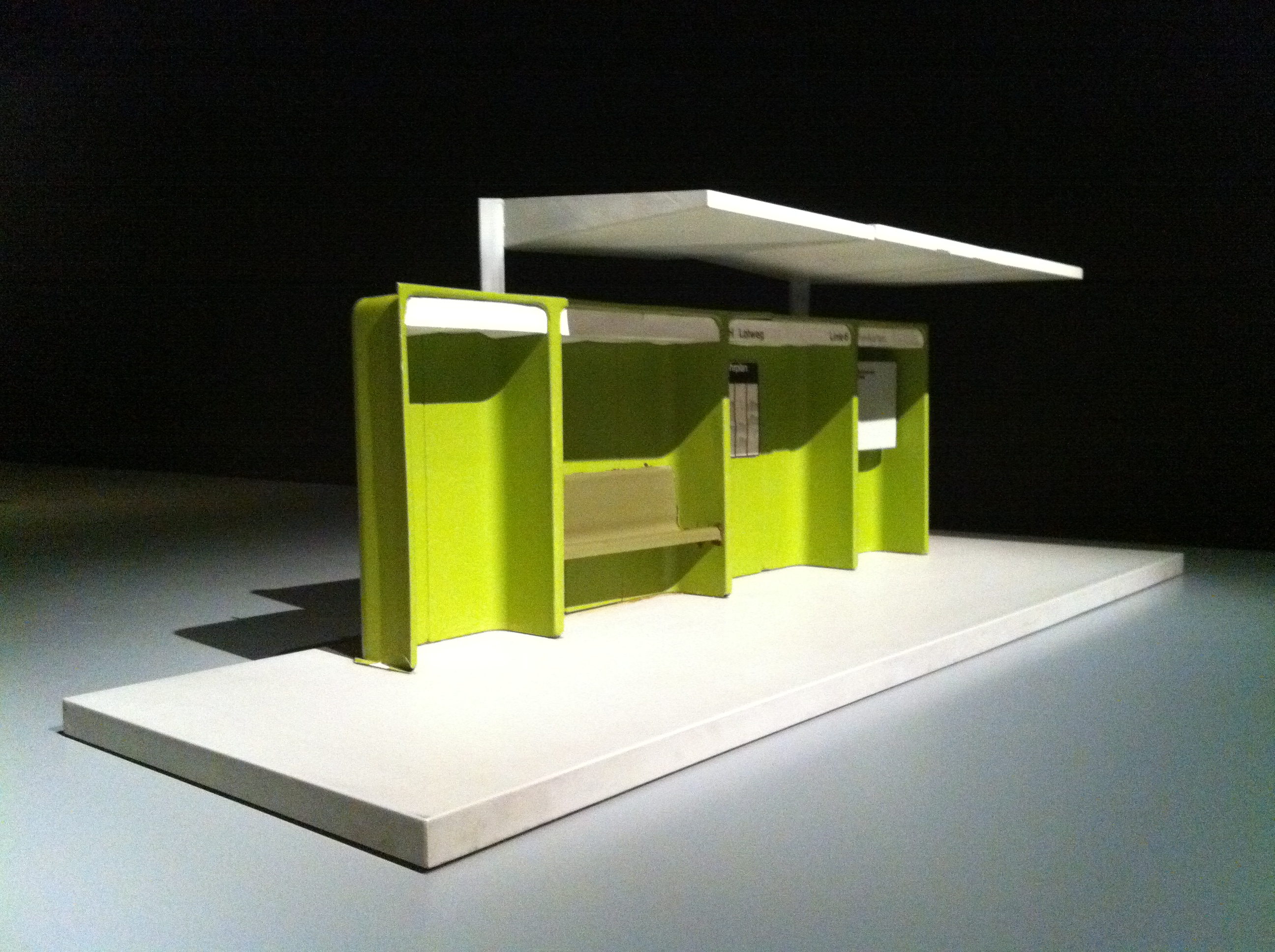
Prototip de parada d'autobús
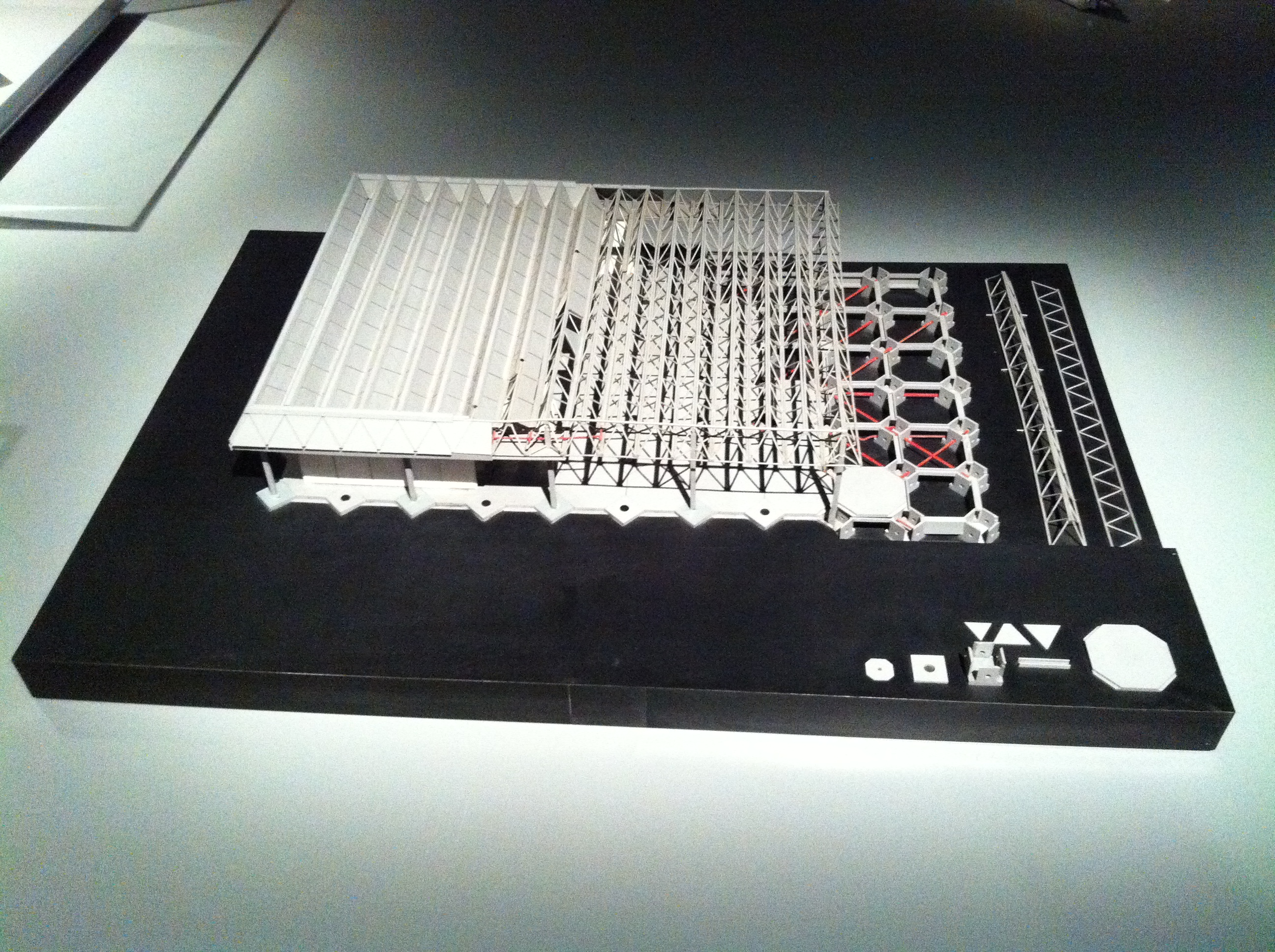
Sistema flexible de construcció industrial
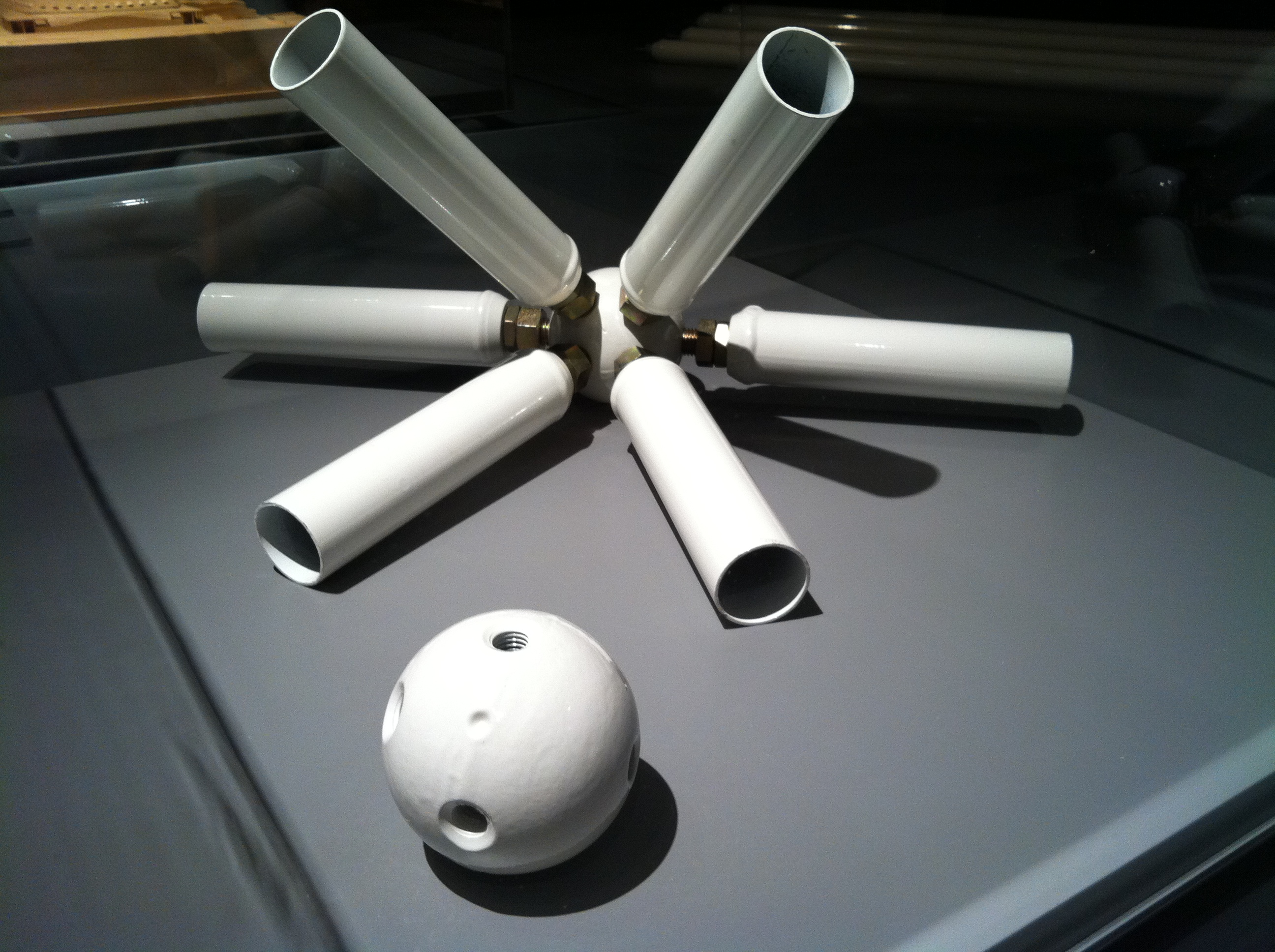
El sistema Ortz que es va fer servir al Palau Sant Jordi està inspirat en l'escola d'Ulm i els seus principis

## Didàctica de l'escola
En els primers anys de funcionament, i amb la direcció de Max Bill, la didàctica de l'escola estava orientada segons els principis de la Bauhaus, on el dissenyador tenia un perfil més artista que científic. A partir de les discrepàncies amb altres professors i els postulats de Tomás Maldonado, l'escola va desviar la seva ideologia cap a un terreny més metodològic i estructurat. Això va comportar modificacions al programa lectiu, sobretot al Curs Bàsic, on es van introduir o ampliar les disciplines teòriques. La nova concepció de l'escola va donar pas a l'així anomenat model d'Ulm, que ha influït mundialment la formació en disseny fins a l'actualitat.
Segons Gui Bonsiepe, «el procés de passar d'una concepció precientífica, cap a una concepció científica del disseny no va ser gens fàcil, de vegades fins i tot fou traumàtic, tant per als docents com per als alumnes. Cal recordar que la majoria dels docents de disseny tenien una experiència artística. No eren científics amb una medalla acadèmica, almenys no posseïen una qualificació formal. El seu mèrit era haver iniciat una aproximació entre disseny i ciència.» Els professors que van anar arribant més tard, van fomentar l'oposició entre ciència i disseny, fins i tot subordinant a aquest últim. Mentre, es van alimentar els diferents conflictes interns que es van succeir a l'escola, que d'altra banda van ser els que segons Gui Bonsiepe «van posar sobre la taula aquesta problemàtica, que va ajudar a desmitificar el procés projectual i la seva enigmàtica creativitat».

## Col·laboració amb la Braun
A mitjans dels anys 50, l'Escola d'Ulm i l'empresa Braun van començar un període de col·laboració. Braun necessitava destacar entre la competència, pel que va contactar amb Otl Aicher, Hans Gugelot i els seus alumnes perquè treballessin en nous dissenys de productes que posteriorment l'empresa fabricaria.
Amb aquesta col·laboració va comportar la creació de l'estil Braun que, segons Tomás Maldonado, «es diferenciava de l'estil Olivetti, perquè aquest buscava la unitat en la varietat, mentre que l'estil Braun buscava la unitat en la unitat. I precisament per això, l'estil Braun constitueix un formidable banc de proves per a la concepció de la Gute Form, com a alternativa al Styling.»

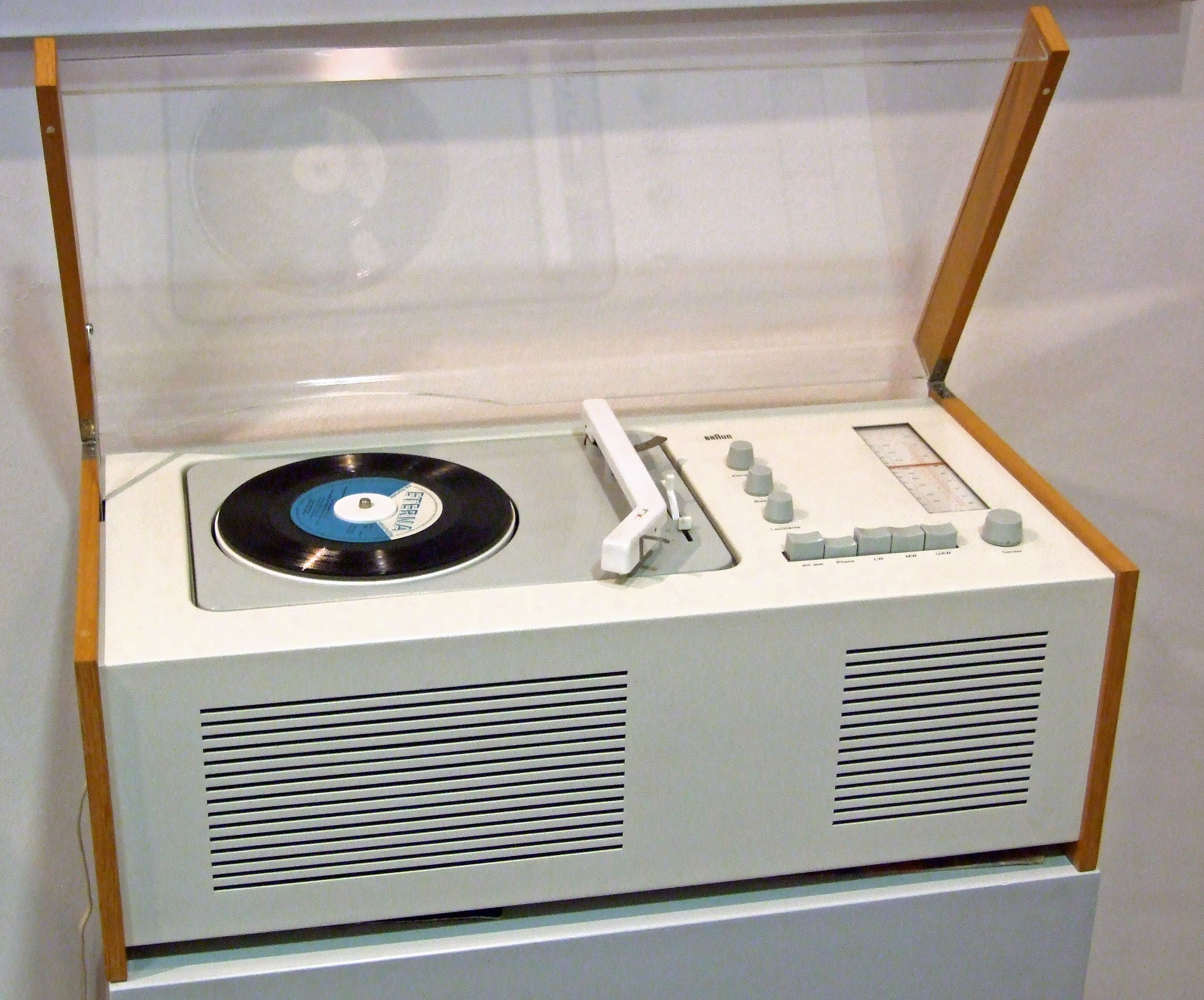
Tocadiscs Braun SK5, dissenyat per Hans Gugelot i Dieter Rams
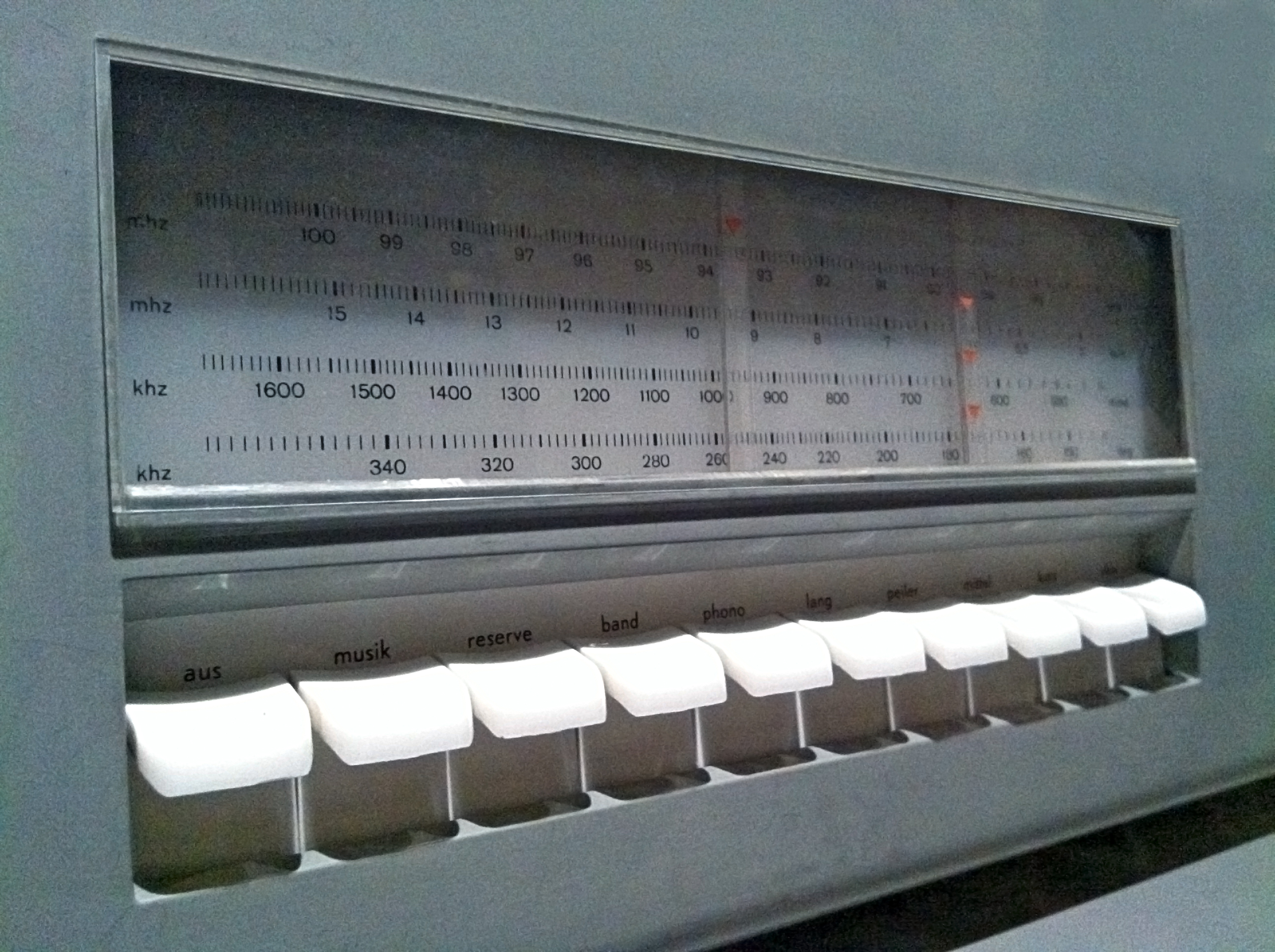
Studio1 de Braun
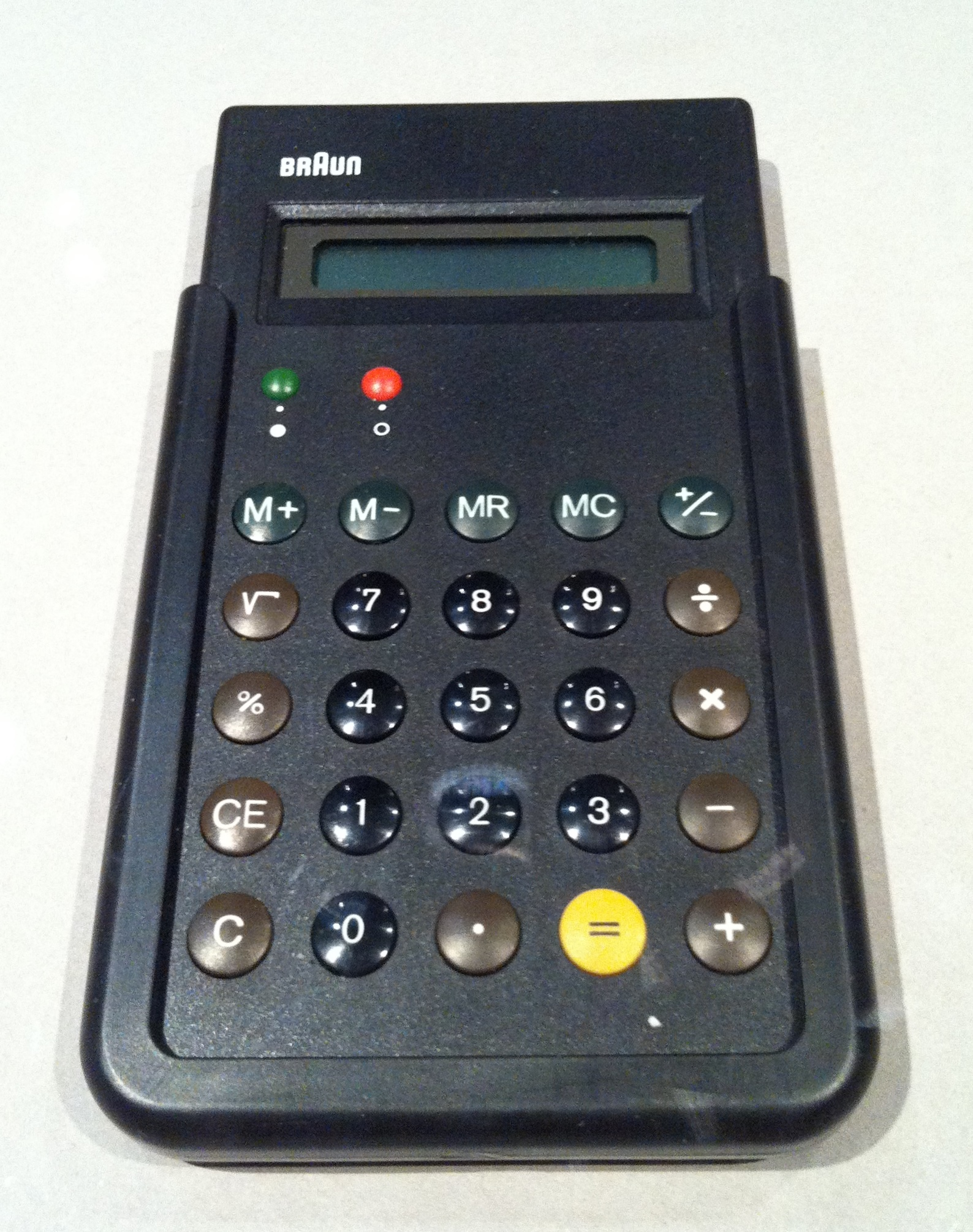
Calculadora ET66, de Rams i Lubs

## Llegat
Fins a la fundació de l'Escola d'Ulm, no hi havia cap sistematització del disseny. L'escola va ser pionera en la integració de la ciència i el disseny, i d'una pedagogia del disseny basada en la ciència: la reflexió sobre els problemes, els mètodes d'anàlisi i de síntesi, l'elecció i fonamentació d'alternatives projectuals, l'accent en les disciplines científiques i tècniques i una estreta relació amb la indústria. Molts dels criteris desenvolupats a Ulm són encara vàlids, sobretot en l'àrea de disseny tecnològic. Altres van ser poc pràctics i van ser superats.

## Exposició a Barcelona

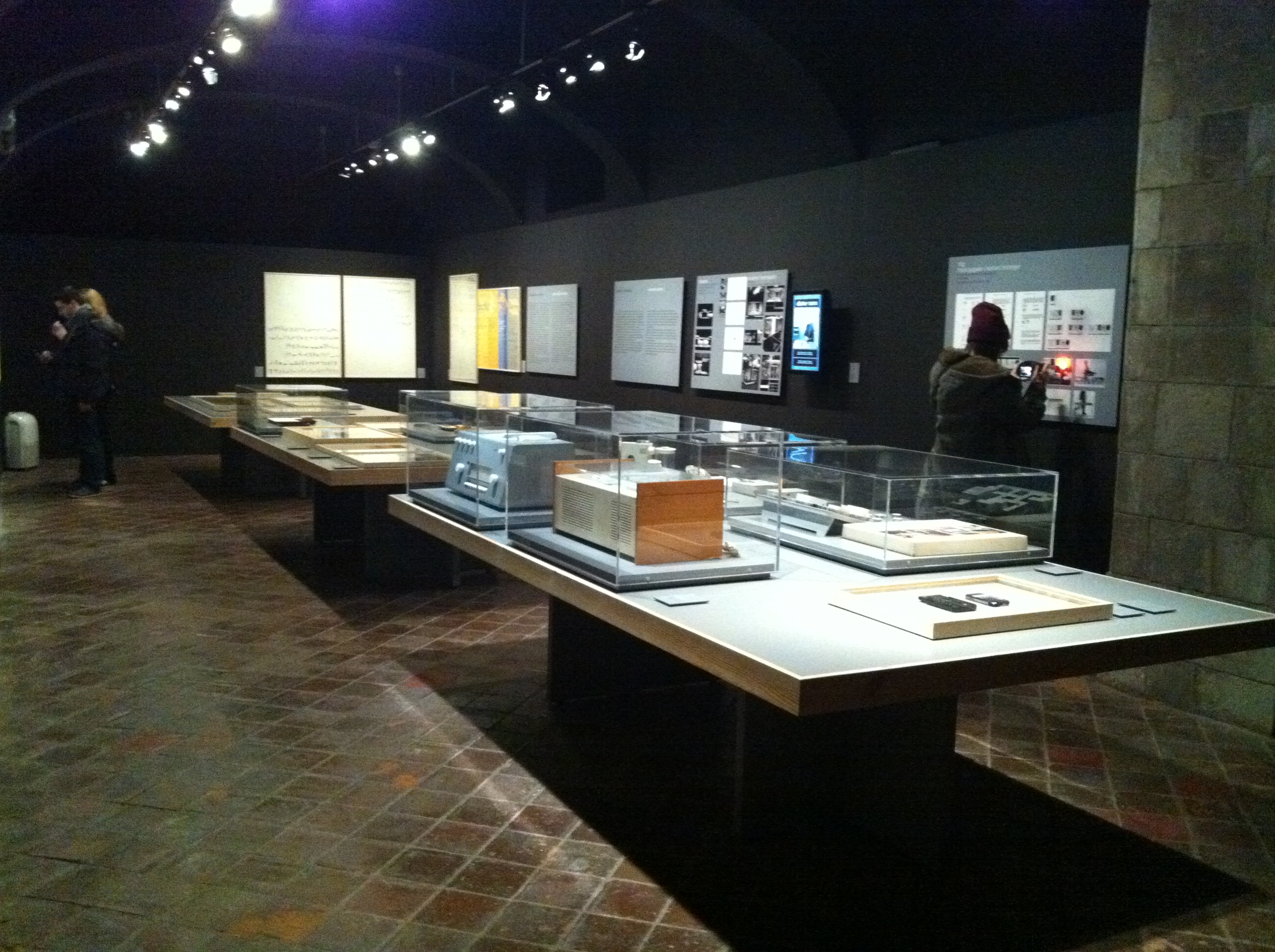
Una de les sales de l'exposició a la seu del DHUB al carrer de Montcada.

El 21 de setembre de 2011 es va inaugurar a l'Espai 0 del Disseny Hub Barcelona, ubicat al Carrer de Montcada de Barcelona l'exposició Disseny de sistemes. Escola d'Ulm, on es repassa la història de l'escola i la seva influència en la història del disseny mundial, tot pretenent donar una visió panoràmica del treball de l'escola en la configuració del disseny i la formació dels dissenyadors. L'exposició analitza com els responsables de l'escola Ulm van pensar que es podria democratitzar la societat a través del disseny, tot creant objectes per a la societat contemporània. A l'exposició s'explica el 'model d'Ulm' com a sistema educatiu, on la metodologia incloïa productivitat, construcció i economia. L'exposició estarà oberta fins al 28 de febrer del 2012.
Segons Neus Moyano, una de les 3 comissàries de l'exposició: 
| «             | "Entenem com a disseny de sistemes, els grups d'objectes que tenen una entitat o han estat dissenyats individualment, però que en grup formen un altre objecte amb una funció diferent i una forma diferent" | » |
| — Neus Moyano | |   |

La mostra analitza els sistemes expressats com a conjunts de components relacionats entre ells i capaços de generar un objecte o de contribuir-ne al desenvolupament i la formació d'aquest. El mobiliari, els cotxes, els sistemes de senyalització viària o la imatge corporativa d'una empresa són dissenyats com a sistemes. Es poden veure 70 peces de diverses èpoques, amb exemples de creacions com la cadira dels germans Thonet o el bullidor de Peter Behrens, procedents principalment del HfG–Archiv d'Ulm, així com diverses col·leccions privades. L'exposició es mostra seguint un recorregut que comença amb els sistemes més simples fins a arribar als sistemes més complexos.
En el marc de l'exposició es van organitzar un seguit de xerrades on van participar personalitats del món del disseny com Yves Zimmermann, Klaus Klemp, Gui Bonsiepe o Teresa–M. Sala, entre d'altres.